# Karl Würbs
Karl Würbs (Carl Würbs), né le 11 août 1807 à Prague et mort le 6 juillet 1876 dans la même ville, est un peintre bohémien.

## Biographie
Karl Würbs naît le 11 août 1807 à Prague.
Karl Würbs est le fils d'un fabricant de brosses et est d'abord formé avec son père. Cependant, il a un grand intérêt et un grand talent pour le dessin et peut donc  étudier à l'Académie des beaux-arts de Prague sous la direction de Josef Bergler à partir de 1823. Il se tourne alors principalement vers la peinture de paysage et d'architecture.
Plus tard, Würbs devient professeur à l'Académie de Prague et inspecteur de la galerie d'images de la Société des amis patriotiques des arts en Bohême. 
Il meurt le 6 juillet 1876 dans sa ville natale.